# Diane Dixon
Diane Lynn Dixon (New York, 23 settembre 1964) è un'ex velocista statunitense.

## Biografia
Specializzata nei 400 metri piani, ha vinto, seppur partecipando solo in batteria, la medaglia d'oro nella staffetta 4×400 metri ai Giochi olimpici di Los Angeles 1984.
Vinse altresì due titoli mondiali sui 400 m piani indoor.

## Palmarès
| Anno | Manifestazione      | Sede         | Evento      | Risultato | Prestazione | Note                        |
| ---- | ------------------- | ------------ | ----------- | --------- | ----------- | --------------------------- |
| 1984 | Giochi olimpici     | Los Angeles  | 4×400 m     | Oro       | 3'18"29     | Record olimpico             |
| 1985 | Mondiali indoor     | Parigi       | 400 m piani | Oro       | 53"35       |                             |
| 1987 | Giochi panamericani | Indianapolis | 4×400 m     | Oro       | 3'23"35     |                             |
| 1987 | Mondiali            | Roma         | 4×400 m     | Bronzo    | 3'21"04     |                             |
| 1988 | Giochi olimpici     | Seul         | 400 m piani | 5ª        | 50"72       |                             |
| 1988 | Giochi olimpici     | Seul         | 4×400 m     | Argento   | 3'15"51     | Record nord-centroamericano |
| 1991 | Mondiali            | Tokyo        | 4×400 m     | Argento   | 3'20"15     |                             |
| 1989 | Mondiali indoor     | Budapest     | 400 m piani | Argento   | 51"77       |                             |
| 1991 | Mondiali indoor     | Siviglia     | 400 m piani | Oro       | 50"64       | Record dei campionati       |
| 1991 | Mondiali indoor     | Siviglia     | 4×400 m     | Bronzo    | 3'29"00     |                             |